# TOP10 2020-2021
Il TOP10 2020-21 fu il 91º campionato nazionale italiano di rugby a 15 di prima divisione.
Si tenne dal 7 novembre 2020 al 2 giugno 2021 tra 10 squadre con la formula del girone unico più i play-off e assegnò un titolo rimasto vacante dal 2019 dopo la sospensione della stagione 2019-20 a causa della pandemia di COVID-19.
Per esigenze di sponsorizzazione noto come Peroni TOP10 2020-21, rispetto all'anno precedente assunse il nome di TOP10 per rispecchiare la composizione del torneo a dieci squadre dopo la defezione di due club nell'estate 2020: a causa delle incertezze su eventuali sostegni economici da federazione e sponsor, infatti, i veneti del San Donà e i fiorentini I Medicei decisero di rinunciare all'iscrizione al campionato, preferendo la retrocessione rispettivamente in serie B e serie A.
Tutto il campionato, per via delle restrizioni sanitarie imposte dalle normative di contrasto al virus SARS-CoV-2, si tenne a porte chiuse, tranne le semifinali, cui fu ammessa una quota variabile da 250 a 1000 spettatori, e la finale cui furono ammessi 2000 spettatori.
La gara valida per lo scudetto fu una riproposizione – a campi invertiti – di quella dell'Eccellenza di dieci anni prima quando a vincere fu Petrarca in casa di Rovigo: sul terreno dello Stadio Plebiscito la formazione padovana fu sconfitta dagli ospiti del Polesine con il punteggio di 20-23.
Con tale vittoria Rovigo si aggiudicò il suo 13º scudetto, eguagliando proprio Petrarca al terzo posto nella graduatoria di vittorie in campionato dopo Amatori Milano a 18 e Benetton a 15.
Essendo stato deciso dalla F.I.R., in corso di stagione, il blocco delle retrocessioni per permettere ai club di pianificare senza incertezze la stagione successiva, l'ultima classificata della stagione regolare, nella fattispecie la S.S. Lazio, rimase in massima serie per la stagione successiva.
Miglior giocatore del torneo fu dichiarato l'italiano Alessandro Ciofani, in forza al Viadana.

## Squadre partecipanti
| Club       | Sponsor                    | Città           | Impianto interno          |
| ---------- | -------------------------- | --------------- | ------------------------- |
| Calvisano  | Kawasaki Robot (robotica)  | Calvisano       | Stadio San Michele        |
| Colorno    | HBS (oleoidraulica)        | Colorno         | Stadio Gino Maini         |
| Fiamme Oro |                            | Roma            | CS Giulio Onesti          |
| S.S. Lazio |                            | Roma            | CS Giulio Onesti          |
| Lyons      | Sitav (meccanica)          | Piacenza        | Stadio Walter Beltrametti |
| Mogliano   |                            | Mogliano Veneto | Stadio Maurizio Quaggia   |
| Petrarca   | Argos (settore energetico) | Padova          | CS Memo Geremia           |
| Valorugby  |                            | Reggio Emilia   | Stadio Mirabello          |
| Rovigo     | Femi-CZ (portacavi)        | Rovigo          | Stadio Mario Battaglini   |
| Viadana    |                            | Viadana         | Stadio Luigi Zaffanella   |

## Stagione regolare

### Risultati
| 7-11-2020  | 1ª/10ª giornata        | 23-1-2021 |
| ---------- | ---------------------- | --------- |
| 25-16      | Valorugby — Colorno    | 37-6      |
| 37-17      | Rovigo — Viadana       | 18-15     |
| 17-10      | Calvisano — Mogliano   | 3-6       |
| 11-33      | Lyons — Petrarca       | 3-36      |
| 19-26      | Lazio — Fiamme Oro     | 16-61     |
|            |                        |           |
| 28-11-2020 | 4ª/13ª giornata        | 14-2-2021 |
| 42-21      | Colorno — Lyons        | 24-29     |
| 31-24      | Viadana — Calvisano    | 18-35     |
| 19-24      | Mogliano — Valorugby   | 17-23     |
| 40-17      | Rovigo — Lazio         | 45-11     |
| 21-29      | Fiamme Oro — Petrarca  | 13-30     |
|            |                        |           |
| 19-12-2020 | 7ª/16ª giornata        | 10-4-2020 |
| 0-20       | Colorno — Viadana      | 26-27     |
| 21-16      | Lyons — Rovigo         | 6-73      |
| 71-7       | Calvisano — Lazio      | 56-26     |
| 27-8       | Petrarca — Mogliano    | 36-12     |
| 16-27      | Fiamme Oro — Valorugby | 15-19     |

| 14-11-2020 | 2ª/11ª giornata       | 30-1-2021 |
| ---------- | --------------------- | --------- |
| 14-26      | Colorno — Calvisano   | 7-47      |
| 20-31      | Viadana — Valorugby   | 47-41     |
| 16-37      | Mogliano — Rovigo     | 13-26     |
| 43-10      | Fiamme Oro — Lyons    | 8-10      |
| 56-7       | Petrarca — Lazio      | 40-5      |
|            |                       |           |
| 5-12-2020  | 5ª/14ª giornata       | 21-3-2021 |
| 14-29      | Fiamme Oro — Colorno  | N.D.      |
| 9-18       | Lyons — Mogliano      | 8-21      |
| 69-14      | Valorugby — Lazio     | 45-22     |
| 13-17      | Calvisano — Rovigo    | 35-42     |
| 24-5       | Petrarca — Viadana    | 32-17     |
|            |                       |           |
| 9-1-2021   | 8ª/17ª giornata       | 17-4-2021 |
| 27-10      | Valorugby — Lyons     | 29-17     |
| 54-24      | Rovigo — Colorno      | 42-16     |
| 17-23      | Mogliano — Fiamme Oro | 17-13     |
| 29-29      | Calvisano — Petrarca  | 21-17     |
| 25-49      | Lazio — Viadana       | 31-39     |

| 21-11-2020 | 3ª/12ª giornata        | 7-2-2021  |
| ---------- | ---------------------- | --------- |
| 22-3       | Calvisano — Fiamme Oro | 12-12     |
| 25-24      | Lyons — Viadana        | 17-22     |
| 11-31      | Lazio — Mogliano       | 16-23     |
| 23-20      | Valorugby — Rovigo     | 16-16     |
| 59-17      | Petrarca — Colorno     | 36-6      |
|            |                        |           |
| 12-12-2020 | 6ª/15ª giornata        | 27-3-2021 |
| 24-8       | Mogliano — Colorno     | 31-21     |
| 17-20      | Valorugby — Calvisano  | 10-22     |
| 12-18      | Rovigo — Petrarca      | 25-27     |
| 0-28       | Lazio — Lyons          | 21-29     |
| 24-7       | Viadana — Fiamme Oro   | 14-32     |
|            |                        |           |
| 16-1-2021  | 9ª/18ª giornata        | 24-4-2021 |
| 26-17      | Colorno — Lazio        | 14-29     |
| 20-27      | Fiamme Oro — Rovigo    | 17-27     |
| 16-24      | Lyons — Calvisano      | 17-54     |
| 19-13      | Petrarca — Valorugby   | 23-18     |
| 16-16      | Viadana — Mogliano     | 26-18     |

## Classifica
| Pos | Squadra    | G  | V  | N | P  | PF  | PS  | DP   | BMP | Pt |
| --- | ---------- | -- | -- | - | -- | --- | --- | ---- | --- | -- |
| 1   | Petrarca   | 18 | 16 | 1 | 1  | 571 | 243 | +328 | 12  | 78 |
| 2   | Rovigo     | 18 | 13 | 1 | 4  | 574 | 324 | +250 | 13  | 67 |
| 3   | Calvisano  | 18 | 12 | 2 | 4  | 531 | 299 | +232 | 12  | 64 |
| 4   | Valorugby  | 18 | 12 | 1 | 5  | 494 | 339 | +155 | 10  | 60 |
| 5   | Viadana    | 18 | 9  | 1 | 8  | 431 | 441 | −10  | 8   | 46 |
| 6   | Mogliano   | 18 | 8  | 1 | 9  | 316 | 346 | −30  | 6   | 40 |
| 7   | Fiamme Oro | 17 | 5  | 1 | 11 | 344 | 349 | −5   | 8   | 30 |
| 8   | Lyons      | 18 | 6  | 0 | 12 | 287 | 515 | −228 | 3   | 27 |
| 9   | Colorno    | 17 | 3  | 0 | 14 | 296 | 538 | −242 | 2   | 14 |
| 10  | S.S. Lazio | 18 | 1  | 0 | 17 | 298 | 748 | −450 | 7   | 11 |

## Play-off
|  | Semifinali | Semifinali | Semifinali | Semifinali | Semifinali |  |  | Finale   | Finale   | Finale |  |
|  |            |            |            |            |            |  |  |          |          |        |  |
|  | 4          | Valorugby  | 16         | 24         | 40         |  |  |          |          |        |  |
|  | 1          | Petrarca   | 27         | 23         | 50         |  |  | Petrarca | Petrarca | 20     |  |
|  | 3          | Calvisano  | 31         | 6          | 37         |  |  | Rovigo   | Rovigo   | 23     |  |
|  | 2          | Rovigo     | 22         | 17         | 39         |  |  |          |          |        |  |

### Semifinali
| Arbitro: | Andrea Piardi (Brescia) |

|                        |      |                                      |
| Ruffolo 63’            | mt   | 22’ Catelan 35’ Tebaldi 80+1’ Trotta |
| Farolini 63’           | tr   | 22’, 35’, 80+1’ Lyle                 |
| Farolini 12’, 25’, 71’ | c.p. | 4’, 9’ Lyle                          |

| Arbitro: | Marius Mitrea (Udine) |

|                                             |      |                                         |
| Vunisa 48’                                  | mt   | 40’ tecnica                             |
| Hugo 49’                                    | tr   |                                         |
| Hugo 14’, 19’, 31’, 38’, 60’, 64’, 68’, 71’ | c.p. | 4’, 14’, 16’, 35’, 73’ Menniti Ippolito |

| Arbitro: | Gianluca Gnecchi (Brescia) |

|                        |      |                                      |
| Trotta 48’ Capraro 69’ | mt   | 54’, 73’ Fusco 58’ Vaega 77’ Ruffolo |
| Lyle 48’, 69’          | tr   | 73’, 77’ Newton                      |
| Lyle 10’, 61’, 63’     | c.p. |                                      |

| Arbitro: | Matteo Liperini (Livorno) |

|                       |      |               |
| Vian 26’ Greeff 80+1’ | mt   |               |
| Cozzi 26’, 80+1’      | tr   |               |
| Cozzi 23’             | c.p. | 53’, 68’ Hugo |

### Finale
| Arbitro: | Marius Mitrea (Udine) |

| |              | |
| Cugini 7’ Faiva 55’ | mt           | 31’ Ruggeri 80’ Greeff |
| Lyle 7’, 55’ | tr           | 31’, 80’ Menniti Ippolito |
| Lyle 25’, 66’ | c.p.         | 23’, 27’, 40+3’ Menniti Ippolito |
| · Lyle · Coppo · 46’ Colitti · Broggin · Bettin · Zini · 30-40’ Tebaldi · 58’ Borean · 59’ Cugini · 54’ Pavesi · 49’ Bonfiglio · 61’ Galetto · 49’ Catelan · L. Cannone · Trotta (c) | Formazioni   | · Menniti Ippolito · Cioffi 57’ · Coronel 65’ · Uncini · Bacchetti · Antl · Trussardi · Leccioli 65’ · Nicotera 65’ · Swanepoel 46’ · Canali · Ferro (c) · Vian 57’ · Lubian 57’ · Ruggeri |
| · 58’ Braggiè · 59’ Carnio · 54’ Mancini Parri · 49’ Ghigo · 61’ Beccaris · 49’ Panozzo · 46’ Faiva                                                                                  | Sostituzioni | · Pomaro 65’ · Cadorini 65’ · Brandolini 46’ · Sironi 57’ · Greeff 57’ · Cozzi 65’ · Borin 57’                                                                                             |
| Andrea Marcato | Allenatori   | Umberto Casellato |

## Verdetti
- Rovigo: campione d'Italia.